# Caserne des marins de Ravenne
La Caserne des marins de Ravenne (en latin : Castra Ravennatium) abrite dans Rome un détachement de marins de la flotte militaire basée à Ravenne.

## Localisation
La caserne se situe dans la Regio XIV, à proximité de la naumachie d'Auguste, sur les rives du Tibre, près de l'actuelle église Sainte-Marie du Transtévère (in Transtiberim templum Ravennatium effundens oleum, ubi est S. Maria).  L'historien Christian Hülsen situe la caserne juste à l'ouest de l'église San Crisogono.

## Fonction

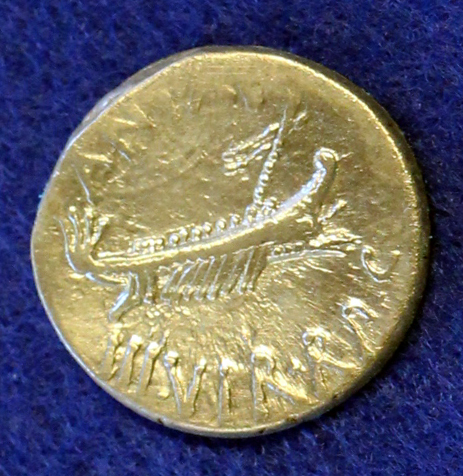
Denier d'argent représentant une galère, frappé par Marc Antoine peu avant la bataille d'Actium, 32-31 av. J.C.

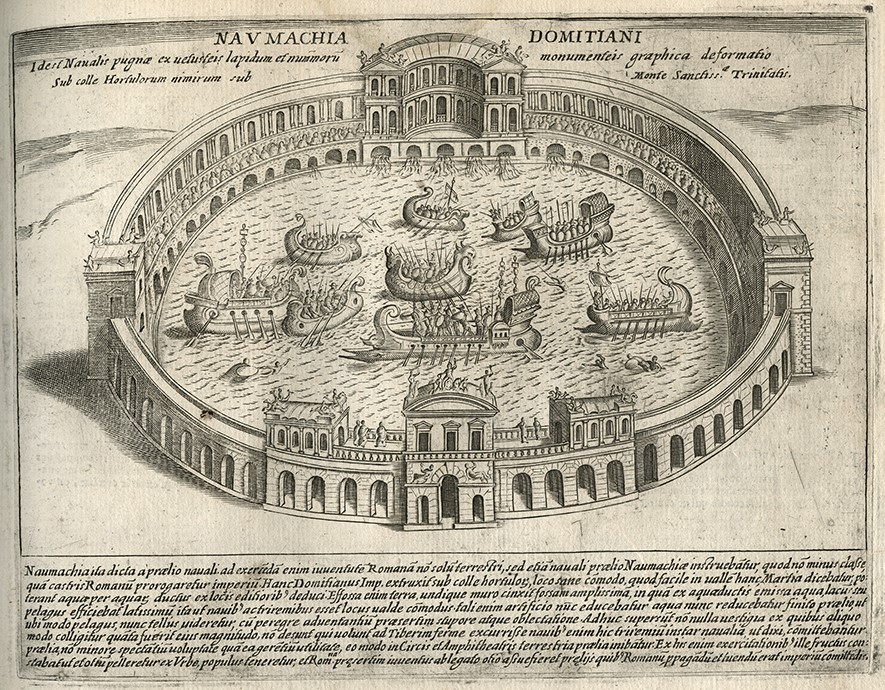
Naumachie de Domitien, gravure d'Alexander Adam, 1818.

Le détachement de marins de la flotte impériale de Ravenne est chargé de surveiller la circulation sur le fleuve et supervise les préparations des batailles navales lors des naumachies, secondé par le détachement des marins de Misène, ce qui explique l'établissement de la caserne à proximité immédiate de la naumachie d'Auguste. Ils participent probablement également à la manœuvre du velum des théâtres et amphithéâtres qui protège les spectateurs du soleil, une mission partagée avec les marins du détachement de Misène. Mais la caserne des marins de Ravenne est située plus près des théâtres de Rome du Champ de Mars, tandis que les marins de Misène semblent se spécialiser dans le déploiement du velum du Colisée.